# Női 100 méteres gátfutás a 2024. évi nyári olimpiai játékokon
A 2024. évi nyári olimpiai játékokon az atlétika női 100 méteres gátfutás versenyszámának futamait augusztus 7. és augusztus 10. között rendezték a párizsi Stade de France-ban. Az aranyérmet az amerikai Masai Russell nyerte a francia Cyréna Samba-Mayela előtt. A címvédő Jasmine Camacho-Quinn bronzérmes lett.
Ez a versenyszám 14. alkalommal szerepelt az olimpiai programban.

## Rekordok
A versenyt megelőzően a következő rekordok voltak érvényben:
| Világrekord                  | Tobi Amusan (NGR)           | 12,12 | Eugene, Egyesült Királyság | 2022. július 24.   |
| Olimpiai rekord              | Jasmine Camacho-Quinn (PUR) | 12,26 | Tokió, Japán               | 2021. augusztus 3. |
| Világ legjobb idei eredménye | Masai Russell (USA)         | 12,25 | Eugene, Egyesült Királyság | 2024. június 30.   |

A versenyen új rekord nem született.

## Eredmények
Az időeredmények másodpercben értendők. A rövidítések jelentése a következő:
| - OR: olimpiai rekord - NR: országos rekord - PB: egyéni legjobb eredménye | - SB: 2024-ben az addigi legjobb eredménye - DNS: nem indult a futamon - DNF: nem ért célba |

### Előfutamok
Minden előfutam első négy helyezettje automatikusan az elődöntőbe jutott. Az összesített eredmények alapján további négy versenyző jutott az elődöntőbe.
1. előfutam
| H | Pálya | Név                  | Nemzet           | E              | Mj |
| - | ----- | -------------------- | ---------------- | -------------- | -- |
| 1 | 9     | Tobi Amusan          | Nigéria          | 12,49          | Q  |
| 2 | 7     | Alaysha Johnson      | Egyesült Államok | 12,61          | Q  |
| 3 | 4     | Janeek Brown         | Jamaica          | 12,84          | Q  |
| 4 | 2     | Fukube Mako          | Japán            | 12,85          | q  |
| 5 | 3     | Sidonie Fiadanantsoa | Madagaszkár      | 12,92          |    |
| 6 | 8     | Vu Jen-ni (Wu Yanni) | Kína             | 12,97          |    |
| 7 | 5     | Maayke Tjin-A-Lim    | Hollandia        | 12,98          |    |
| 8 | 6     | Maribel Caicedo      | Ecuador          | 13,05          |    |
|   |       |                      |                  | Szél: -0,1 m/s |    |

2. előfutam
| H | Pálya | Név                   | Nemzet          | E             | Mj |
| - | ----- | --------------------- | --------------- | ------------- | -- |
| 1 | 2     | Jasmine Camacho-Quinn | Puerto Rico     | 12,42         | Q  |
| 2 | 9     | Cindy Sember          | Nagy-Britannia  | 12,62         | Q  |
| 3 | 8     | Pia Skrzyszowska      | Lengyelország   | 12,72         | Q  |
| 4 | 7     | Denisha Cartwright    | Bahama-szigetek | 12,89         |    |
| 5 | 4     | Tanaka Yumi           | Japán           | 12,90         |    |
| 6 | 6     | Ebony Morrison        | Libéria         | 12,93         |    |
| 7 | 3     | Celeste Mucci         | Ausztrália      | 13,05         |    |
| 8 | 5     | Emelia Chatfield      | Haiti           | 13,06         |    |
|   |       |                       |                 | Szél: 0,0 m/s |    |

3. előfutam
| H | Pálya | Név                 | Nemzet           | E               | Mj |
| - | ----- | ------------------- | ---------------- | --------------- | -- |
| 1 | 6     | Masai Russell       | Egyesült Államok | 12,53           | Q  |
| 1 | 9     | Nadine Visser       | Hollandia        | 12,53           | Q  |
| 3 | 3     | Cyrena Samba-Mayela | Franciaország    | 12,56           | Q  |
| 4 | 8     | Charisma Taylor     | Bahama-szigetek  | 12,78           | q  |
| 5 | 2     | Mariam Abdul-Rashid | Kanada           | 12,80           | q  |
| 6 | 7     | Reetta Hurske       | Finnország       | 12,96           |    |
| 7 | 5     | Kerekes Gréta       | Magyarország     | 13,50           |    |
| 8 | 4     | Michelle Jenneke    | Ausztrália       | 20,85           |    |
|   |       |                     |                  | Szél: + 0,8 m/s |    |

4. előfutam
| H | Pálya | Név               | Nemzet                  | E             | Mj |
| - | ----- | ----------------- | ----------------------- | ------------- | -- |
| 1 | 9     | Danielle Williams | Jamaica                 | 12,59         | Q  |
| 2 | 6     | Sarah Lavin       | Írország                | 12,73         | Q  |
| 3 | 2     | Ditaji Kambundji  | Svájc                   | 12,81         | Q  |
| 4 | 4     | Marione Fourie    | Dél-afrikai Köztársaság | 12,91         |    |
| 5 | 8     | Laëticia Bapté    | Franciaország           | 13,04         |    |
| 6 | 5     | Kozák Luca        | Magyarország            | 13,11         |    |
| 7 | 3     | Jyothi Yarraji    | India                   | 13,16         |    |
|   | 7     | Yoveinny Mota     | Venezuela               | DQ            |    |
|   |       |                   |                         | Szél: 0,0 m/s |    |

5. előfutam
| H | Pálya | Név                    | Nemzet           | E              | Mj |
| - | ----- | ---------------------- | ---------------- | -------------- | -- |
| 1 | 3     | Ackera Nugent          | Jamaica          | 12,65          | Q  |
| 2 | 2     | Devynne Charlton       | Bahama-szigetek  | 12,71          | Q  |
| 3 | 9     | Grace Stark            | Egyesült Államok | 12,72          | Q  |
| 4 | 5     | Liz Clay               | Ausztrália       | 12,94          |    |
| 5 | 4     | Lotta Harala           | Finnország       | 12,97          |    |
| 6 | 7     | Viktória Forster       | Szlovákia        | 13,08          |    |
| 7 | 6     | Lin Jü-vej (Lin Yuwei) | Kína             | 13,24          |    |
| 8 | 8     | Michelle Harrison      | Kanada           | 13,40          |    |
|   |       |                        |                  | Szél: -0,6 m/s |    |

### Vigaszág
1. futam
| H | Pálya | Név               | Nemzet                  | E              | Mj    |
| - | ----- | ----------------- | ----------------------- | -------------- | ----- |
| 1 | 4     | Marione Fourie    | Dél-afrikai Köztársaság | 12,79          | Q     |
| 2 | 5     | Maayke Tjin-A-Lim | Hollandia               | 12,87          | Q, SB |
| 3 | 2     | Viktória Forster  | Szlovákia               | 12,88          |       |
| 4 | 8     | Jyothi Yarraji    | India                   | 13,17          |       |
| 5 | 7     | Kerekes Gréta     | Magyarország            | 13,20          |       |
| 6 | 3     | Emelia Chatfield  | Haiti                   | 13,24          |       |
| 7 | 6     | Michelle Jenneke  | Ausztrália              | 13,86          |       |
|   |       |                   |                         | Szél: +0,1 m/s |       |

2. futam
| H | Pálya | Név                    | Nemzet        | E              | Mj |
| - | ----- | ---------------------- | ------------- | -------------- | -- |
| 1 | 4     | Ebony Morrison         | Libéria       | 12,82          | Q  |
| 2 | 2     | Maribel Caicedo        | Ecuador       | 12,83 (,828)   | Q  |
| 3 | 6     | Reetta Hurske          | Finnország    | 12,83 (,830)   |    |
| 4 | 8     | Laëticia Bapté         | Franciaország | 12,92          |    |
| 5 | 3     | Celeste Mucci          | Ausztrália    | 13,00          |    |
| 6 | 5     | Lin Jü-vej (Lin Yuwei) | Kína          | 13,13          |    |
| 7 | 7     | Michelle Harrison      | Kanada        | 13,30          |    |
|   |       |                        |               | Szél: +0,4 m/s |    |

3. futam
| H | Pálya | Név                  | Nemzet          | E              | Mj |
| - | ----- | -------------------- | --------------- | -------------- | -- |
| 1 | 6     | Lotta Harala         | Finnország      | 12,86          | Q  |
| 2 | 8     | Tanaka Yumi          | Japán           | 12,89          | Q  |
| 3 | 2     | Kozák Luca           | Magyarország    | 12,96          | SB |
| 4 | 3     | Vu Jen-ni (Wu Yanni) | Kína            | 12,98          |    |
| 5 | 5     | Liz Clay             | Ausztrália      | 12,99          |    |
| 6 | 7     | Sidonie Fiadanantsoa | Madagaszkár     | 13,12          |    |
| 7 | 4     | Denisha Cartwright   | Bahama-szigetek | 13,45          |    |
|   |       |                      |                 | Szél: -0,2 m/s |    |

### Elődöntő
1. elődöntő
| H | Pálya | Név                 | Nemzet           | E              | Mj |
| - | ----- | ------------------- | ---------------- | -------------- | -- |
| 1 | 4     | Grace Stark         | Egyesült Államok | 12,39          | Q  |
| 2 | 7     | Devynne Charlton    | Bahama-szigetek  | 12,50          | Q  |
| 3 | 6     | Tobi Amusan         | Nigéria          | 12,55 (,548)   |    |
| 3 | 8     | Pia Skrzyszowska    | Lengyelország    | 12,55 (,548)   |    |
| 5 | 3     | Mariam Abdul-Rashid | Kanada           | 12,60          | PB |
| 6 | 5     | Danielle Williams   | Jamaica          | 12,82          |    |
| 7 | 9     | Tanaka Yumi         | Japán            | 12,91          |    |
|   | 2     | Ebony Morrison      | Libéria          | DQ             |    |
|   |       |                     |                  | Szél: +0,5 m/s |    |

2. elődöntő
| H | Pálya | Név              | Nemzet           | E              | Mj |
| - | ----- | ---------------- | ---------------- | -------------- | -- |
| 1 | 4     | Alaysha Johnson  | Egyesült Államok | 12,34          | Q  |
| 2 | 7     | Nadine Visser    | Hollandia        | 12,43          | Q  |
| 3 | 8     | Charisma Taylor  | Bahama-szigetek  | 12,63          | PB |
| 4 | 9     | Maribel Caicedo  | Ecuador          | 12,67          |    |
| 5 | 6     | Ditaji Kambundji | Svájc            | 12,68          |    |
| 6 | 4     | Sarah Lavin      | Írország         | 12,69          |    |
| 7 | 9     | Janeek Brown     | Jamaica          | 12,92          |    |
| 8 | 2     | Lotta Harala     | Finnország       | 13,05          |    |
|   |       |                  |                  | Szél: +0,4 m/s |    |

3. elődöntő
| H | Pálya | Név                   | Nemzet                  | E              | Mj |
| - | ----- | --------------------- | ----------------------- | -------------- | -- |
| 1 | 5     | Jasmine Camacho-Quinn | Puerto Rico             | 12,35          | Q  |
| 2 | 7     | Masai Russell         | Egyesült Államok        | 12,42          | Q  |
| 3 | 4     | Ackera Nugent         | Jamaica                 | 12,44          | q  |
| 4 | 6     | Cyrena Samba-Mayela   | Franciaország           | 12,52          | q  |
| 5 | 3     | Fukube Mako           | Japán                   | 12,89          |    |
| 6 | 9     | Marione Fourie        | Dél-afrikai Köztársaság | 13,01          |    |
| 7 | 2     | Maayke Tjin-A-Lim     | Hollandia               | 13,03          |    |
|   | 8     | Cindy Sember          | Nagy-Britannia          | DNF            |    |
|   |       |                       |                         | Szél: -0,7 m/s |    |

### Döntő
| H     | Pálya | Név                   | Nemzet           | Reakcióidő | E            | Mj |
| ----- | ----- | --------------------- | ---------------- | ---------- | ------------ | -- |
| Arany | 5     | Masai Russell         | Egyesült Államok | 0,137      | 12,33        |    |
| Ezüst | 2     | Cyréna Samba-Mayela   | Franciaország    | 0,143      | 12,34        |    |
| Bronz | 7     | Jasmine Camacho-Quinn | Puerto Rico      | 0,173      | 12,36        |    |
| 4     | 3     | Nadine Visser         | Hollandia        | 0,134      | 12,43 (,425) |    |
| 5     | 4     | Grace Stark           | Egyesült Államok | 0,161      | 12,43 (,428) |    |
| 6     | 8     | Devynne Charlton      | Bahama-szigetek  | 0,203      | 12,56        |    |
| 7     | 6     | Alaysha Johnson       | Egyesült Államok | 0,151      | 12,93        |    |
| —     | 9     | Ackera Nugent         | Jamaica          | 0,138      | DNF          |    |